# Східні католицькі церкви
Схі́дні католи́цькі це́ркви — це двадцять три східно-християнські sui iuris (автономні) окремі церкви Католицької церкви, у повному спілкуванні з Папою Римським. Незважаючи на те, що вони відрізняються від Латинської церкви, усі вони у повному євхаристійному спілкуванні з нею та між собою.
Зокрема, Східні католицькі церкви визнають центральну роль єпископа Риму в Колегії єпископів та його безпомилковість у виступі ex cathedra. Більшість східних католицьких церков — це групи, які в різні моменти минулого раніше належали до Східної православної церкви, орієнтальних православних церков та історичної Церкви Сходу, але зараз спілкуються з єпископом Риму через пом'якшувальні політичні та культурні обставини, що впливають на відносини церков. Таким чином, п'ять літургійних традицій двадцяти трьох східно-католицьких церков, включаючи александрійський, вірменський, візантійський, східно-сирійський та західно-сирійський, є спільними з іншими східно-християнськими церквами. Отже, католицька церква складається з шести літургійних обрядів, включаючи згадані п'ять літургійних традицій східно-католицьких церков разом із латинськими літургійними обрядами Латинської церкви.
Католицькі церкви східного обряду перебувають у повному віросповідному та літургійному спілкуванні зі Святим Престолом. Вони користуються власним канонічним правом, відмінним від прийнятого для Латинської церкви, у зв'язку із чим, на їх адресу часто застосовується термін «Церкви свого права» (sui iurius). Декрет Другого Ватиканському собору Orientalium Ecclesiarum підкреслив канонічну рівність літургійних обрядів у Церкві, висловивши повагу східних християнських традицій.
Маронітська церква (Сирі́йська ма́ронітська це́рква Антіо́хії) загалом вважається єдиною зі східно-католицьких церков, яка завжди залишалася в повному спілкуванні зі Святим Престолом, тоді як більшість інших церков, об'єднаних з 16 століття і далі. Однак Мелькітська греко-католицька церква, Сиро-малабарська церква та Італо-албанська католицька церква також претендують на статус вічного спілкування. Найбільші чотири церкви є:
- Українська греко-католицька церква (УГКЦ) — візантійський обряд (~5.5 млн прихожан)
- Сиро-Малабарська церква — східно-сирійський обряд (~4.2 млн прихожан)
- Маронітська церква (Сирійська маронітська церква Антіо́хії) — західно-сирійський обряд (~3.5 млн прихожан)
- Мелькітська греко-католицька церква (Сирія) — візантійський обряд (~1.5 млн прихожан)

18 жовтня 1990 року Святий Престол оприлюднив Кодекс канонів Східних церков, що містить норми канонічного права, загальні для всіх католицьких церков східних обрядів. Цей кодекс набув чинності закону 1 жовтня 1991 року.
Очолювані патріархами, митрополитами та найбільшими архієпископами, Східні католицькі церкви керуються відповідно до Кодексу канонів Східних Церков, хоча кожна церква має на додачу до цього свої канони та закони, а також збереження власних традицій явно заохочується. За даними Annuario Pontificio (щорічний довідник католицької церкви), загальна кількість членів різних церков становить близько 18 мільйонів, що становить близько 1,5 відсотка католицької церкви, а решта її понад 1,3 мільярда членів належать до Латинської церкви.

## Термінологія
Хоча східні католики знаходяться в повному спілкуванні з Папою Римським та членами всесвітньої Католицької церкви, вони не є частинами Латинської церкви, яка використовує латинські літургійні обряди, серед яких римський обряд є найпоширенішим. Натомість східно-католицькі церкви є окремими церквами sui iuris, хоча вони підтримують повний і рівний, взаємний сакраментальний обмін з членами Латинської церкви.

### Обряд або церква
Існують різні значення слова обряд. Окрім посилання на літургійну спадщину певної церкви, це слово іноді, хоча й рідко, офіційно вживається самою церквою. Таким чином, термін латинський обряд може позначати або Латинську церкву, або один або декілька західних літургійних обрядів, які включають більшість римських обрядів, але також амброзійський обряд, мозарабський обряд та інші.
Таким чином, у Кодексі канонів східних церков (CCEO) 1990 р. Терміни автономна Церква та обряд визначені: Група християнських вірних, зв'язаних відповідно до закону ієрархією та прямо чи мовчки визнаних верховною владою Церкви як автономних, у цьому Кодексі називається автономною Церквою (канон 27).
Обряд — це літургічна, богословська, духовна та дисциплінарна вотчина, культура та обставини історії окремого народу, завдяки яким у кожній автономній [sui iuris] Церкві проявляється його власний спосіб життя за вірою.
Обряди, які розглядаються в CCEO, якщо не зазначено інше, це ті, що походять від александрійської, антіохінської, вірменської, халдейської та константинопольської традицій (канон 28) (не просто літургійне надбання, а також богословська, духовна та дисциплінарна спадщина, характерна для народів культура та обставини їх історії).
Говорячи про східно-католицькі церкви, Кодекс канонічного права Латинської церкви 1983 р. (1983 CIC) використовує терміни «ритуальна церква» або «ритуальна церква sui iuris» (канони 111 і 112), а також говорить про "предмет східного обряд" (канон 1015 § 2), "Ординарії іншого обряду" (канон 450 § 1), "вірні конкретного обряду" (канон 476) та ін. Другий Ватиканський Собор говорив про східно-католицькі церкви як про» окремі Церкви «або обряди».
У 1999 р. Конференція католицьких єпископів Сполучених Штатів заявила: «Ми звикли говорити про латинський (західний) обряд або східні обряди для позначення цих різних Церков. Однак сучасне законодавство Церкви, що міститься в Кодексі Канонічне право та Кодекс канонів Східних Церков чітко вказують, що ми повинні говорити не про обряди, а про Церкви. Канон 112 Кодексу канонічного права використовує словосполучення „автономні ритуальні Церкви“ для позначення різних Церков.»
І одне із періодичних видань січня 2006 р.: «Східні Церкви досі помилково називають "церквами східного обряду", посиланнями на їх різноманітну богослужбову історію. Найправильніше їх називають Східними Церквами або Східними католицькими церквами».
Однак термін «обряд» продовжує вживатися. CIC 1983 р. Забороняє латинським єпископам без дозволу Святого Престолу висвячувати особу, яка є «східним обрядом» (а не «тим, хто використовує східний обряд», факультет якого іноді надається духовенству Латинської Республіки).

### Уніати (Берестейська Унія)
Термін уніат (дехто розглядає як принизливий термін) застосовувався до східно-католицьких церков та окремих членів Церкви, які раніше були частиною східних (Українська греко-католицька церква) чи орієнтальних православних церков або Ассирійської церкви Сходу. Цей термін іноді вважають принизливим, хоча його застосовували деякі латинські та східні католики до Другого Ватиканського Собору. Офіційні католицькі документи більше не використовують цей термін через його негативний відтінок.

## Історія

### Передумови
Спілкування між християнськими церквами було порушено через питання віри, унаслідок чого кожна зі сторін звинуватила іншу у єресі або відступі від справжньої віри (ортодоксальности). Причастя було порушено також через незгоду щодо питань влади чи законності виборів певного єпископа. В останніх випадках кожна сторона звинувачувала іншу в розколі, але не в єресі.

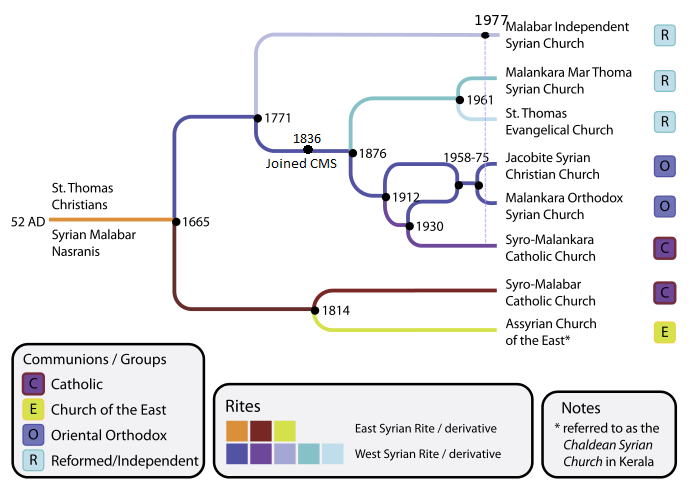
Розколи Сиро-Малабарської церкви

Наступні Вселенські собори є основними причинами порушеннями спілкування:

#### Ефеський собор (431)
У 431 році церкви, які прийняли вчення Ефеського собору (який засудив погляди Несторія), класифікували як єретиків тих, хто відкидав заяви собору. Церква Сходу, яка в основному перебувала під владою Сасанідської імперії, ніколи не приймала поглядів ради. Пізніше він пережив період великої експансії в Азії, перш ніж розвалився після вторгнення монголів на Близький Схід у 14 столітті.
Пам'ятники їх присутності все ще існують у Китаї. Зараз їх відносно мало і вони поділились на три церкви: Халдейську католицьку церкву — східно-католицьку церкву, що знаходиться в повному спілкуванні з Римом, і дві ассирійські церкви, які не є спільними ні з Римом, ні між собою. Халдейська католицька церква є найбільшою з трьох. Групи ассирійців, які не возз'єдналися з Римом, залишились і відомі як Ассирійська церква Сходу, яка зазнала внутрішнього розколу в 1968 році, що призвело до створення Давньої Церкви Сходу.

#### Халкедонський собор (451)
У 451 р. ті, хто прийняв Халкедонський собор, також класифікували тих, хто відкинув його, як єретиків-монофізитів. Церкви, які відмовились прийняти Собор, вважали себе натомість православними; вони відкидають опис Monophysite (мається на увазі лише природа), віддаючи перевагу замість Miaphysite (мається на увазі одноприрода). Різниця в термінах може здатися тонкою, але теологічно дуже важливою. «Монофізит» має на увазі єдину божественну природу, яка не має реальної людської природи — єретичну віру згідно з халкедонським християнством, — тоді як під «Міафізитом» можна розуміти одну природу як Бога, яка існує в особі Ісуса як людиною, так і божеством — ідея легше узгоджується з халкедонською доктриною. По-українськи їх часто називають Орієтальними православними церквами, щоб відрізнити їх від Східних Православних Церков.
Це розрізнення, за допомогою якого слова орієнтальний та східний, які самі по собі мають абсолютно однакове значення, але використовуються як ярлики для опису двох різних реальностей, неможливо перекласти більшістю інших мов і не є загальновизнаним навіть англійською мовою. Ці церкви також згадуються як дохалкедонські або зараз рідше як нехалкидонські чи антихалкидонські. Іншими мовами, крім англійської, для розмежування двох сімей Церков використовуються інші засоби. Деякі зарезервують термін «православні» для тих, кого тут називають «східно-православними» церквами, але члени «орієнтальних православних» церков вважають це незаконним.

#### Розкол Християнської церкви 1054 («Велика схизма»)
Східно-західний розкол виник в контексті культурних відмінностей між грекомовним Сходом та латиномовним Заходом та суперництва між церквою в Римі — яка претендувала на першість не просто честі, а й влади — і в Константинополі, яка претендувала на паритет з Римом. Суперництво та відсутність розуміння породили суперечки, деякі з яких фігурують уже в актах Квінісекстського собору (692). На Флорентійському соборі (1431—1445) ці суперечки щодо західних богословських розробок та звичаїв були визначені головними, включення «Сина» в Нікейський Символ віри, використання прісного хліба для Євхаристії, Чистилища та авторитету Папи Римського.
Звичайно датують розкол 1054 р., коли Константинопольський патріарх Михайло Церулан Перший і папський легат Гумберт із Сільви Кандиди проголосили взаємні відлучення (анафеми) (у 1965 р. ці відлучення були скасовані як Римом, так і Константинополем). Незважаючи на цю подію протягом багатьох років обидві церкви продовжували підтримувати дружні стосунки і, здавалося, не знали про будь-який формальний або остаточний розрив.
Однак відчуження продовжувало зростати. У 1190 р. східно-православний богослов Теодор Бальсамон, який був Антіохійським патріархом, писав, що «жоден латинець не повинен отримувати причастя, якщо він спочатку не заявить, що утримається від вчень і звичаїв, які відокремлюють його від нас».
Пізніше в 1204 р. Константинополь був розграбований католицькими арміями Четвертого хрестового походу, тоді як два десятиліття тому різанина латинами (тобто католицька) сталася в Константинополі в 1182. Таким чином, до 12-13 століть обидві сторони стали відкрито вороже, кожен вважаючи, що інший більше не належав до православної та католицької церков З часом прийнято називати східну сторону православною церквою, а західну — католицькою церквою, не відмовляючись тим самим від жодної сторони, яка претендує на те, що вона є справді православною чи справді католицькою церквою.

#### Спроби відновити євхаристійне спілкування

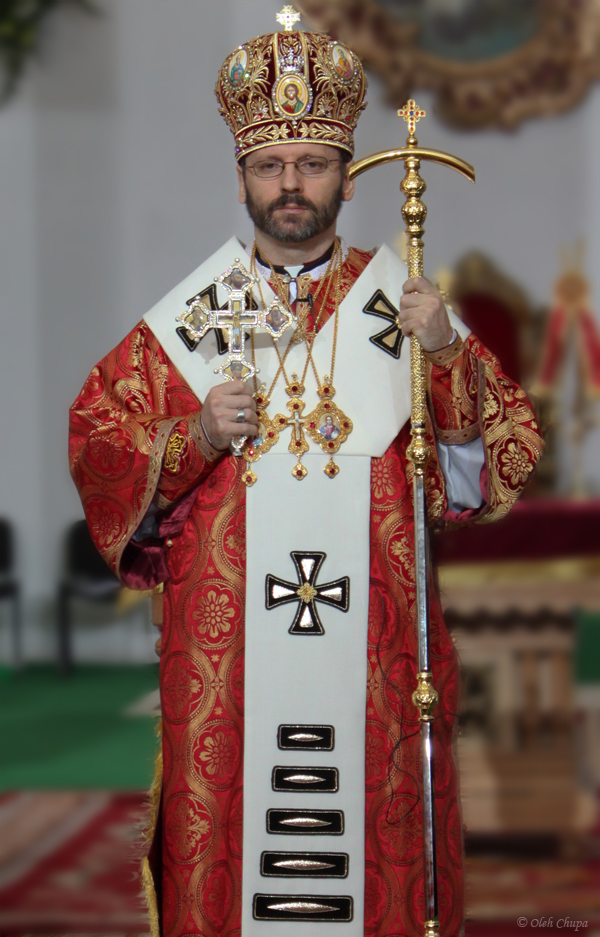
Верховний архієпископ Української греко-католицької церкви Святослав Шевчук

У межах кожної церкви, яка більше не спілкується з Латинською церквою, виникла група, яка вважала важливим відновити це спілкування. У 1438 р. Скликався Флорентійський собор, на якому пройшов потужний діалог, зосереджений на розумінні богословських розбіжностей між Сходом та Заходом, з надією на возз'єднання католицької та православної церков. Кілька східних церков асоціювали себе з Римом, утворюючи східно-католицькі церкви. Римський Престол прийняв їх, не вимагаючи, щоб вони прийняли звичаї Латинської Церкви, щоб усі вони мали свою «літургійну, богословську, духовну та дисциплінарну спадщину, диференційовану за культурою людей та історичними обставинами, яка знаходить вираз у кожному з її Власний спосіб життя унійної церкви з вірою».
У 1993 р. Спільна міжнародна комісія з богословського діалогу між Католицькою Церквою та Православною Церквою подала владі Євросоюзу документ «Уніатство, спосіб єднання минулого та нинішній пошук повного спілкування», також відомий як декларація Баламанду, «Владам католицької та православної церков на затвердження та застосування», де зазначалося, що ініціативи, що «призвели до об'єднання певних громад з Римським Престолом і, як наслідок, розриву спілкування з їхньою Матір'ю церкви Сходу … відбувалися не без втручання позацерковних інтересів».
Подібним чином Комісія визнала, що «деякі цивільні органи влади які робили спроби» змусити східних католиків повернутися до православної церкви використовували «неприйнятні засоби» (п. 11) Місіонерський світогляд і прозелітизм, що супроводжували Берестейську Унію (п. 10) була визнана несумісною з повторним відкриттям Католицькою та Православною Церквами одна одної як Церкви-сестри (п. 12) Таким чином, Комісія дійшла висновку, що «місіонерський апостольство, … або як метод, якого слід наслідувати, або як зразок єдності, до якої прагнуть наші Церкви» (п. 12).
Водночас комісія заявила:
- що східно-католицькі церкви, будучи частиною Католицької церкви, має право існувати та діяти у відповідь на духовні потреби своїх вірних (п. 3)
- що східна католицька Церкви, яка бажала відновити повне спілкування з престолом Риму і залишалася йому вірною, має права та обов'язки, пов'язані з цим спілкуванням.

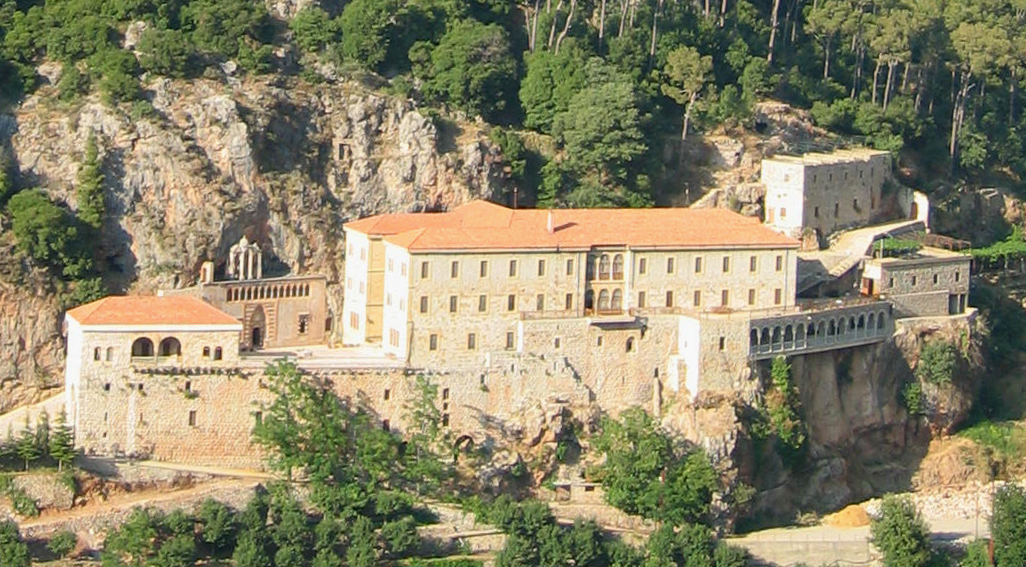
Монастир Коджая в долині Кадіша, Ліван, історичний оплот Маронітської церкви

### Виникнення Східних католицьких церков
Більшість східних католицьких церков виникли, повернувшись до повного спілкування з цим Престолом. Наступні церкви значну частину своєї історії спілкувались з єпископом Риму:
- Маронітська церква, яка не має аналогів ні у візантійському, ні у східному православ'ї. Маронітська церква має історичні зв'язки з суперечками про монотелітів у 7 столітті. Це підтвердило єдність зі Святим Престолом в 1181 році під час хрестових походів.
- Італо-албанська католицька церква, на відміну від маронитської, використовує ті самі літургійні обряди, що і східна православна церква.
- Мелькітська греко-католицька церква вважала себе подвійним спілкуванням з Римом і Константинополем, поки не розпалася на католицькі та православні органи.
- Східна Вірменська католицька церква включала давню меншину, яка прийняла римську першість, поки Вірменська католицька церква не була офіційно заснована в 18 столітті.

Канонічний закон, який поділяють усі східні церкви, Кодекс, був кодифікований в 1990 році. Дікастерією, яка співпрацює зі Східними католицькими церквами, є Конгрегація східних церков, яка за законом включає до складу всіх східно-католицьких патріархів та найбільших архієпископів.

### Orientalium dignitas

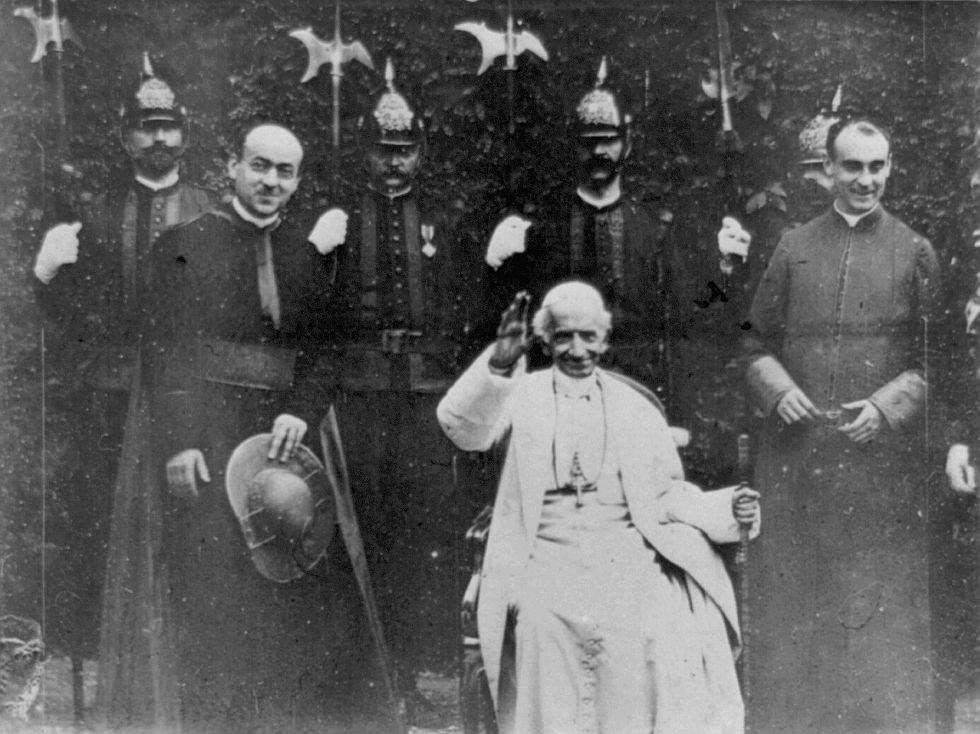
Папа Римський Лео XIII видав апостольську конституцію східної вартості. Фотографія фільму 1896 р. «Його Сантіта Папа Римський» Лев 13, вперше на екрані з'явився папа.

30 листопада 1894 р. Папа Римський видав апостольську конституцію 13 на схід, в якій заявив:
Церкви Сходу гідні слави та пошани, які вони мають у всьому християнському світі, завдяки тим надзвичайно древнім особливим меморіалам, які вони нам заповіли. Адже саме в тій частині світу розпочалась перша акція викуплення людського роду, згідно з усіляким планом Бога. Вони швидко дали свій урожай, там спочатку зацвіли рум'янці слави проповідування правдивої віри для народів мучеництва та святості. Вони дарували нам радість від перших плодів спасіння. Від них вийшов дивовижний грандіозний і потужний потік благ для інших народів світу, хоч би якими вони були далеко. Коли благословенний Петро, Князь Апостолів, мав намір знищити безліч несправедливостей і помилок, згідно з волею Неба, він приніс у митрополію світло божественної істини, Євангелія миру, свободи у Христі язичники.
Церкви Сходу гідні слави та пошани, які вони мають у всьому християнському світі, завдяки тим надзвичайно древнім особливим меморіалам, які вони нам заповіли. Адже саме в тій частині світу розпочалась перша акція викуплення людського роду, згідно з усіляким планом Бога. Вони швидко дали свій урожай, там спочатку зацвіли рум'янці слави проповідування правдивої віри для народів мучеництва та святості. Вони дарували нам радість від перших плодів спасіння. Від них вийшов дивовижний грандіозний і потужний потік благ для інших народів світу, хоч би якими вони були далеко. Коли благословенний Петро, Князь Апостолів, мав намір знищити безліч несправедливостей і помилок, згідно з волею Неба, він приніс у митрополію світло божественної істини, Євангелія миру, свободи у Христі язичники. Адріан Фортескю писав, що Лев XIII "починає з пояснення ще раз, що давньосхідні обряди є свідченням апостольства Католицької Церкви, що їх різноманітність, що узгоджується з єдністю віри, сама по собі є свідком єдності Церкви, що вони додають їй гідності та честі. Він каже, що католицька церква не має лише одного порядку, але що вона охоплює всі давні обряди християнського світу; її єдність полягає не в механічній однорідності всіх її частин, а навпаки, у їх різноманітності, за одним принципом і оживленим ним ".
Лев XIII оголосив все ще чинною енцикліку Бенедикта XIV, адресовану Патріарху та єпископам католицької церкви Мелькітів, в якій Бенедикт 14 заборонив духовенству латинських обрядів спонукати католиків-мелкітів переходити на латинський обряд, і він розширив цю заборону на охоплюють усіх східних католиків, заявляючи: «будь-який стандартний належним чином місіонер, будь то зі світського чи релігійного духовенства, який залучає їх за допомогою або порадою будь-якого східного обряду, що переходить до латинського обряду, буде скинутий і виключений з його бенефіціа на додаток до сам факт того, що він зазнає звільнення та інших покарань, накладених на згадану Конституцію Демандатам».

### Другий Ватиканський собор

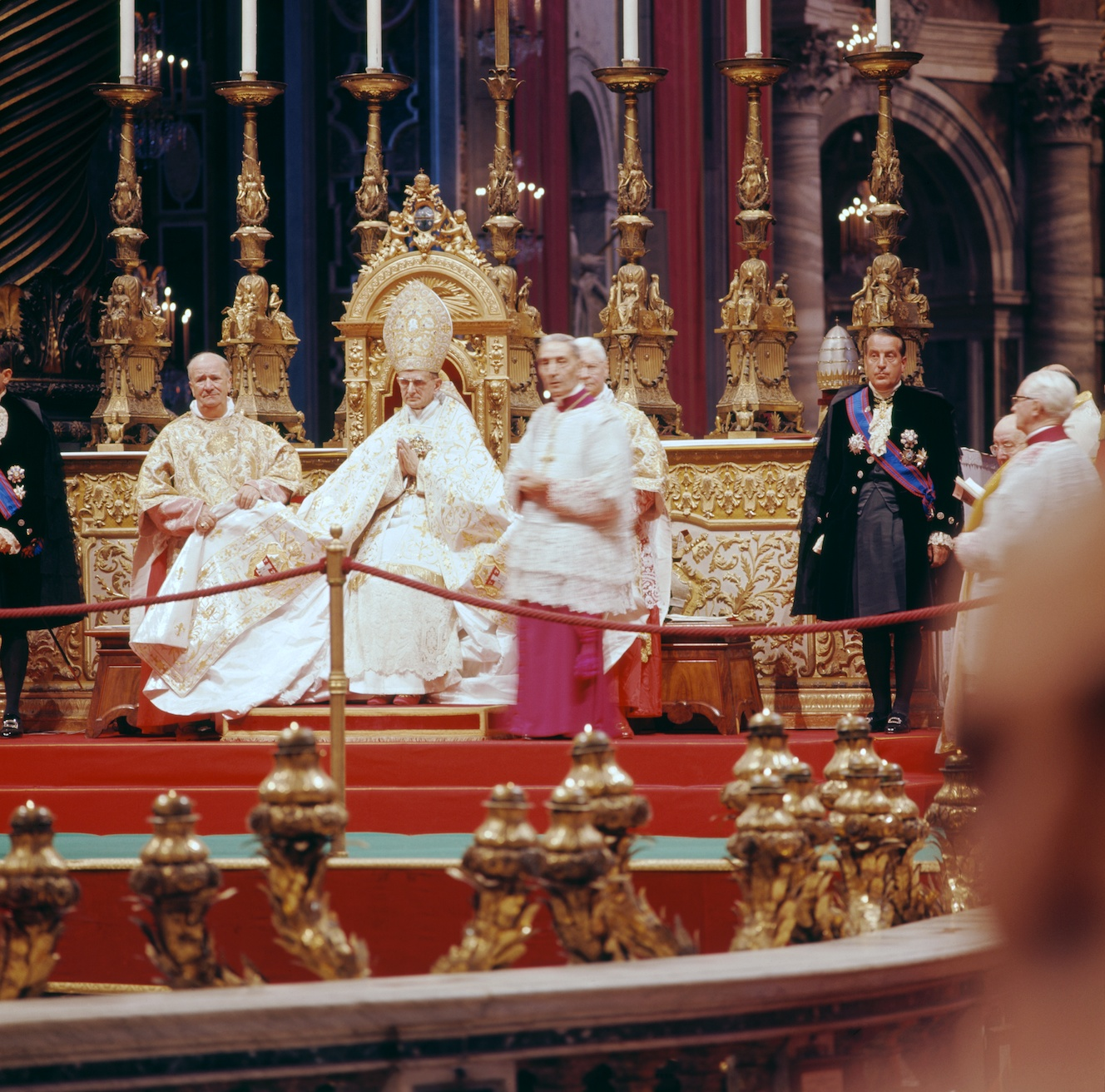
Павло VI, головуючи над вступним вступом Другого Ватиканського Собору, оточений двома папськими кавалерами Камерленго Бенедетто Алоїзі Маселлою

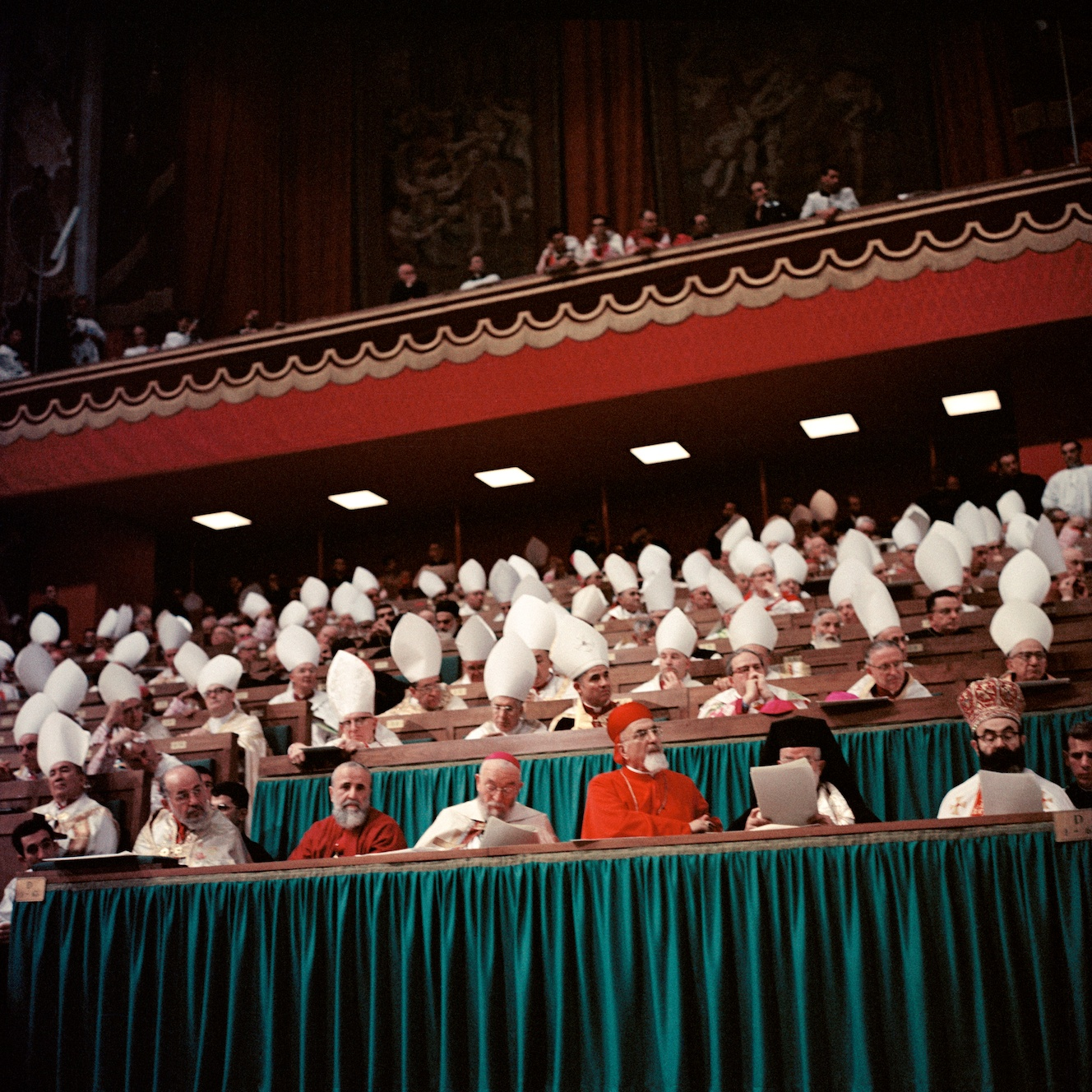
Єпископи, у тому числі східно-католицькі, як це видно в їхніх характерних рясах, беруть участь у Другому Ватиканському Собору (2012)

Західне духовенство мало плутанину щодо законної присутності східних католицьких церков у країнах, які належать до Заходу, незважаючи на тверде і неодноразове папське підтвердження універсального характеру цих Церков. Другий Ватиканський Собор довів імпульс реформ до видимого результату. Кілька документів, як під час Другого Ватиканського Собору, так і після нього, призвели до значних реформ та розвитку в Східних Католицьких Церквах.

#### Orientalium Ecclesiarum
Другий Ватиканський Собор скерував Східні Церкви, щоб традиція Східних Католицьких Церков зберігалася. У ній проголошено, що «католицька церква має на увазі, що кожна окрема церква або обряд повинна зберігати свої традиції цілими і цілими, а також, що вона повинна адаптувати свій спосіб життя до різних потреб часу і місця» (п. 2); і що всі вони повинні «зберігати свій законний літургійний обряд і свій усталений спосіб життя, і … вони не можуть бути змінені, крім як досягнення для себе органічного поліпшення» (п. 6; див. п. 22).
Він підтвердив і схвалив давню дисципліну таїнств, яка існувала у Східній Церкві, а також ритуальні практики, пов'язані з їх святкуванням та здійсненням, та заявив про своє полум'яне бажання відновити це, якщо це обґрунтовують обставини (п. 12). Це стосувалося саме цього здійснення таїнства конфірмації священиками (п. 13). Він висловив побажання, що там, де постійний дияконат (висвячення в диякони людей, котрі не призначені згодом стати священиками), було втрачено, його слід відновити (п. 17).
Пункти 7-11 присвячені повноваженням патріархів та головних архієпископів Східної Церкви, права та привілеї яких, зазначається в ній, повинні бути відновлені відповідно до давньої традиції кожної з Церков та декретів Вселенської ради дещо пристосувались до сучасних умов. Там, де є необхідність, нові патріархати повинні створюватися або вселенським собором, або єпископом Риму.

#### Lumen gentium
Догматична конституція Другого Ватиканського Собору про Церкву, Lumen gentium, стосується східних католицьких церков у пункті 23, в якому зазначається:
Божественним Провидінням сталося так, що різні церкви, створені в різних місцях апостолами та їх наступниками, з часом об’єднались у кілька груп, органічно об’єднаних, які, зберігаючи єдність віри та неповторне божественної конституції вселенської Церкви, насолоджуватися власною дисципліною, власним богослужінням та власним богословським та духовним надбанням. Деякі з цих церков, зокрема стародавні патріарші церкви, як батьківські запаси Віри, так би мовити, породили інші як дочірні церкви, з якими вони пов'язані з нашим часом тісними узами милосердя у своєму таїнському житті та у взаємній повазі своїх прав та обов’язків. Ця різноманітність місцевих церков, що мають одне загальне прагнення, є чудовим свідченням соборності нерозділеної Церкви. Подібним чином сьогоднішні єпископські органи можуть надавати різноманітну і плідну допомогу, щоб це колегіальне почуття можна було застосувати на практиці.

#### Unitatis redintegratio
Указ 1964 р. Unitatis redintegratio стосується східних католицьких церков у параграфах 14–17.

#### Кодекс Канонів Східних Церков
Перший Ватиканський Собор обговорив необхідність загального кодексу для Східних Церков, але конкретних дій не було здійснено. Лише після того, як були оцінені переваги кодексу канонічного права Латинської церкви 1917 р., було докладено серйозних зусиль для кодифікації канонічних законів Східних католицьких церков (с27), який набрав чинності в 1991 р. Це рамковий документ, що містить канони, які є наслідком спільної спадщини Церков Сходу: кожна окрема церква sui iuris також має свої канони, власний закон, нанесений поверх цього кодексу.

#### Літургійні приписи

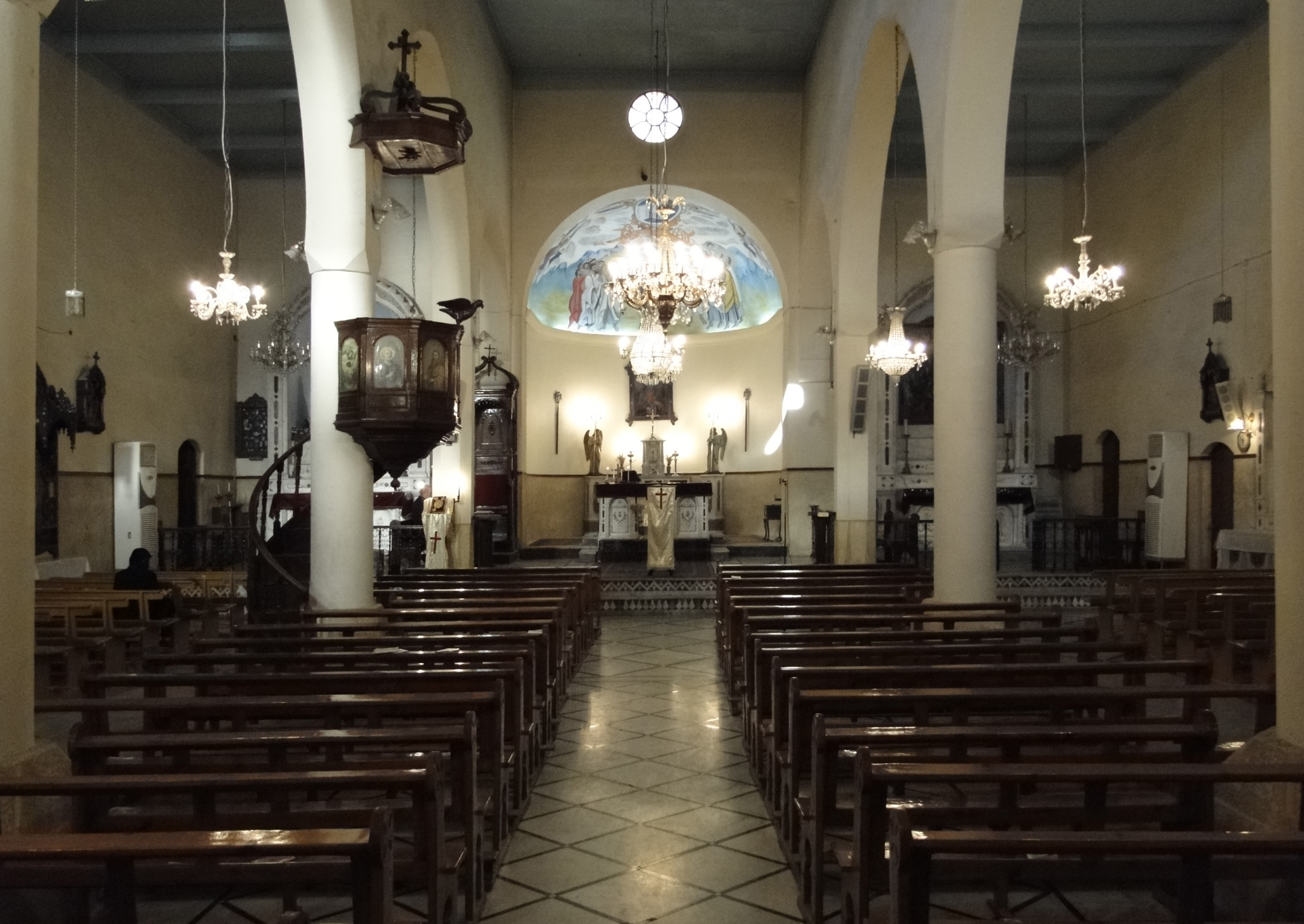
Всередині будівлі Сирійської католицької церкви в Дамаску, столиці Сирії

Інструкція 1996 р. щодо застосування літургійних приписів Канонічного кодексу східних Церков об'єднала в одному місці події, що мали місце в попередніх текстах, і є "розширенням експозиції, що базується на канонах, з постійним акцентом на збереженні східних літургійних традицій і повернення до тих звичаїв, коли це можливо — безумовно, на відміну від звичаїв Латинської Церкви, однак багато принципів та норм соборної конституції за римським обрядом, "за самою природою речей, впливають на інші обряди також ". (с998) В Інструкції зазначено:
Літургійні закони, що діють для всіх Східних Церков, важливі, оскільки вони забезпечують загальну спрямованість. Однак, розподіляючись між різними текстами, вони ризикують залишитися ігнорованими, погано скоординованими та погано інтерпретованими. Отже, здавалося доцільним зібрати їх у систематичне ціле, доповнивши їх подальшими роз’ясненнями: таким чином, намір Інструкції, представленої Східним Церквам, які перебувають у повному спілкуванні з Апостольським Престолом, - допомогти вони повністю усвідомлюють власну особистість. Авторитетна загальна директива цієї Інструкції, сформульована для впровадження у східних святкуваннях та літургійному житті, формулює себе в пропозиціях юридично-пастирського характеру, постійно беручи на себе ініціативу з теологічної точки зору.:
Минулі втручання Святого Престолу, зазначається в Інструкції, були певним чином дефектними і потребували перегляду, але часто також служили захистом від агресивних ініціатив.
Ці втручання відчули наслідки ментальності та переконань часу, згідно з якими певна підпорядкованість нелатинських літургій сприймалася щодо літургії латинського обряду, яка вважалася Ritus praestantior. Можливо, таке ставлення призвело до втручань у східному регіоні богослужбові тексти, які сьогодні, у світлі богословських студій та прогресу, потребують перегляду у сенсі повернення до традицій предків. Проте робота комісій, використовуючи найкращих експертів того часу, зуміла захистити значну частину східної спадщини, часто захищаючи її від агресивних ініціатив і видаючи цінні видання богослужбових текстів для численних східних Церков. Сьогодні, особливо після урочистих декларацій Апостольського листа Orientalium dignitas Лева XIII, після створення в 1931 р. Все ще діючої спеціальної Комісії з питань літургії в Конгрегації Східних Церков, і перш за все після Другого Ватиканського Собору та Апостольського листа Orientale Lumen  Івана Павла II, повага до Павла II Східні літургії - це безперечне ставлення, і Апостольський Престол може запропонувати Церкві більш повне служіння.:

## Структура
Станом на 2021 рік існують 23 католицькі церкви східного обряду, з яких 14 дотримуються візантійського обряду, 9 — інших східних літургійних обрядів.
Католики візантійського обряду називаються також греко-католиками. У вузькому сенсі термін застосовується до католицьких церков, у яких богослужіння здійснюється за візантійським обрядом грецькою мовою — грецької, італо-албанської та мелькітської церков.
У ширшому сенсі — до всіх католицьких церков візантійської традиції.
Історична територія поширення східних церков — Центральна та Східна Європа, Близький Схід, Індія та Північна Африка, однак через еміграційний потік з цих регіонів східні громади існують також у Західній Європі, Північній Америці та Океанії. У всіх державах, де поширені східні церкви (крім Еритреї) структури східних католицьких церков існують паралельно з римо-католицькою ієрархією. У ситуації, коли парафії східного обряду надто нечисленні, щоб створити власну постійну структуру, вони, як правило, підпорядковуються латинській єпархії.
Кожна з патріарших східнокатолицьких церков очолюється Патріархом. Він обирається синодом єпископів даної Церкви і негайно проголошується і інтронізується, після чого просить сопричастя (церковного спілкування) у Папи Римського. Патріархи, зведені в гідність кардинала, прирівнюються до кардиналів-єпископів, отримуючи як кардинальський титул назву їхньої патріаршої кафедри.
Кожна з верховно-архієпископських східнокатолицьких церков очолюється Верховним архієпископом. Він, так само, як і Патріарх, обирається синодом єпископів своєї Церкви. Але цей вибір синоду Папа Римський повинен затвердити. І тільки після цього проводиться інтронізація Верховного Архієпископа. Інших відмінностей між Патріархом та Верховним Архієпископом немає.
Кан. 151 — Верховний Архієпископ — це Митрополит визначеного або визнаного найвищою церковною владою Престолу, який стоїть на чолі якоїсь східної Церкви свого права, не наділеної патріаршим титулом.
Кан. 152 — Те, що мовиться в загальному праві про патріарші Церкви або про Патріархів, стосується верховних архієпископських Церков або верховних Архієпископів, хіба що загальне право застерігає щось інше або так випливає з природи речі.

### Папська верховна влада

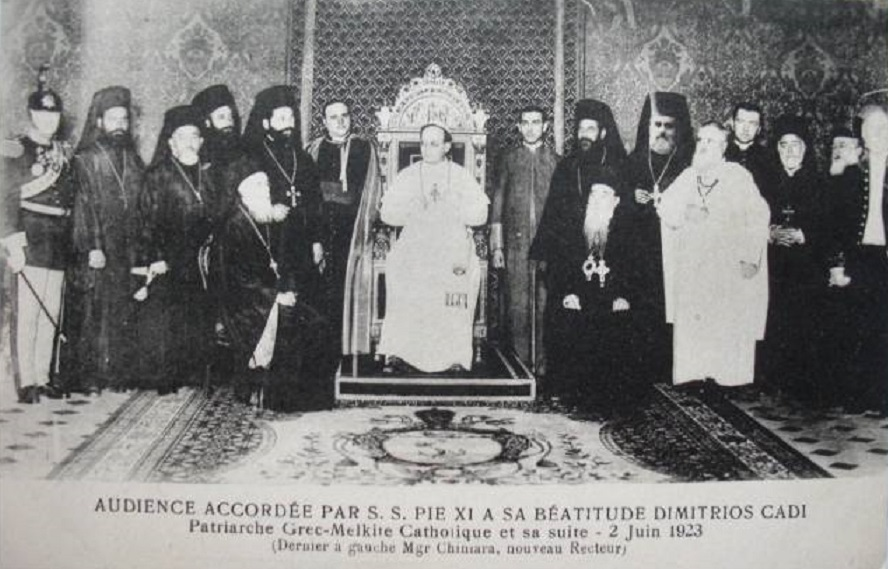
Папа Пій XI на авдієнції у Димитрія I Каді, патріарха Антіохійського та всього Сходу та інших єпископів Греко-католицької церкви Мелкіта в 1923 році

Згідно з Кодексом канонів східних церков, Папа має вищу, повну, безпосередню та універсальну звичайну владу в усій католицькій церкві, яку він завжди може вільно здійснювати, включаючи східно-католицькі церкви.

### Східні патріархи та верховні архієпископи
Католицькі патріархи та великі архієпископи отримують свої титули на престолах Александрії (коптської), Антіохії (сирійської, мелкітської, маронітської), Вавилонії (халдейської), Кілікії (вірменської), Києво-Галицької (української), Ернакулам-Ангамалі (Сиро-малабар), Тируванантапурам (Сиро-маланкара) та Фаґераш-Альба-Юлія (румунська). Східні католицькі церкви керуються відповідно до Кодексу канонів Східних Церков.
У власних церквах sui iuris немає різниці між патріархами та головними архієпископами. Однак існують відмінності в порядку переваги (тобто патріархи мають перевагу над верховними архієпископами) і в способі приєднання: Вибори головного архиєпископа повинні бути підтверджені Папою перед тим, як він може вступити на посаду. Перед вступом на посаду новообраним патріархам папське підтвердження не потрібно. Вони просто зобов'язані якомога швидше просити, щоб Папа дарував їм повне церковне причастя.

### Варіанти організаційної структури
Існують суттєві відмінності між різними східними католицькими церквами щодо їхньої теперішньої організаційної структури. Основні східно-католицькі церкви, очолювані їх патріархами, верховними архієпископами чи митрополитами, мають повністю розвинену структуру та функціонуючу внутрішню автономію, засновану на існуванні церковних провінцій. З іншого боку, незначні східно-католицькі церкви часто мають лише одного або двох ієрархів (у формі єпархів, апостольських екзархів чи апостольських відвідувачів) і лише найосновніші форми внутрішньої організації, якщо такі є, як Білоруська греко-католицька церква або Російська греко-католицька церква. Окремі єпархії деяких східних католицьких церков можуть бути суфраганами для митрополитів латинського обряду. Наприклад, Крижевицька греко-католицька єпархія є суфраганом для Загребської римо-католицької архієпархії. Крім того, деякі незначні східно-католицькі церкви мають латинські прелати. Наприклад, Македонська греко-католицька церква організована як єдина єпархія Струмиці-Скоп'є, чиїм теперішнім ординатором є римо-католицький єпископ Скоп'є. Організація Албанської греко-католицької церкви унікальна тим, що вона складається з «Апостольської
адміністрації».

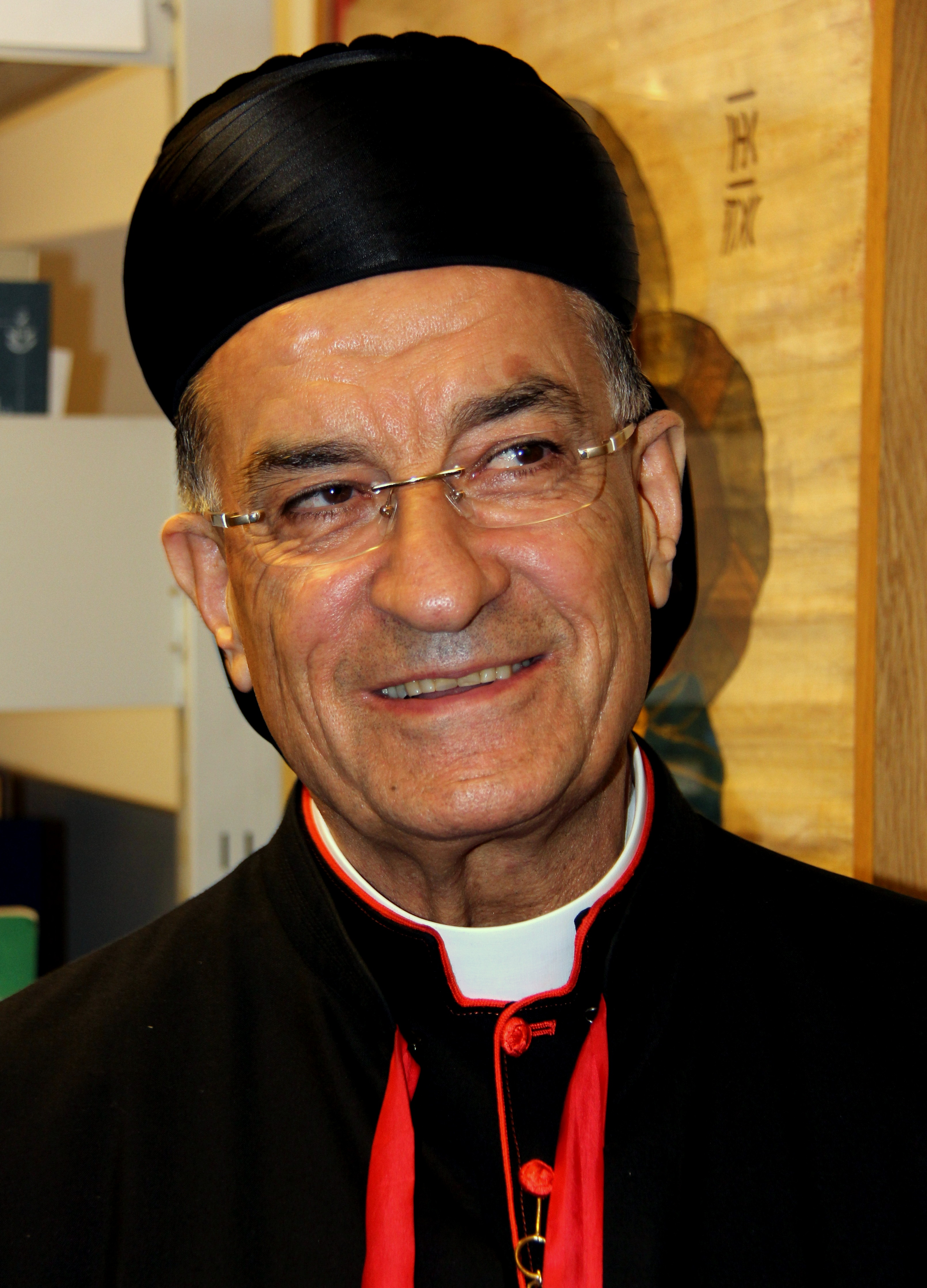
Патріарх Бечара Бутрос аль-Рахі є главою Маронітської церкви, а також кардиналом.

Східно-католицькі церкви знаходяться в повному союзі з усією католицькою церквою. Попри те, що вони приймають канонічну владу Святого Престолу Риму, вони зберігають свої відмінні літургійні обряди, закони, звичаї та традиційні богослужіння та мають свої теологічні акценти. Термінологія може бути різною: наприклад, єпархія та єпархія, генеральний вікарій та протосинкел, конфірмація та хризма є відповідно західними та східними термінами для однакових реалій. Таємниці (таїнства) хрещення та хрещення зазвичай здійснюються, згідно з давньою традицією церкви, одразу одне за іншим. Немовлят, які охрещені та хрещені, також отримують Євхаристію.
Східно-католицькі церкви представлені у Святому Престолі та Римській курії через Конгрегацію Східних Церков, яка "складається з кардинала префекта (який керує та представляє його за допомогою секретаря) та 27 кардиналів, одного архієпископа та 4 єпископи, призначені папою ad quinquennium (на п'ятирічний період). Членами за правом є Патріархи та Основні Архієпископи Східних Церков і Президент Папської ради сприяння єдності серед християн ".

### Юридичний статус
Хоча кожна єпархія в Католицькій Церкві вважається певною церквою, це слово не застосовується в тому ж значенні, що і до 23 sui iuris конкретних церков: Латинська церква та 23 східно-католицькі церкви.
Канонічно, кожна східно-католицька церква є sui iuris або автономною щодо інших католицьких церков, будь то латинська чи східна, хоча всі приймають духовну та юридичну верховну владу папи. Таким чином, маронитський католик, як правило, безпосередньо підпорядковується лише маронитському єпископу. Однак, якщо членів певної церкви настільки мало, що не встановлено власної ієрархії, їх духовна опіка покладається на єпископа іншої церкви. Наприклад, члени Латинської церкви в Еритреї перебувають під опікою еритрейської католицької церкви східного обряду, тоді як в інших частинах світу може бути навпаки.

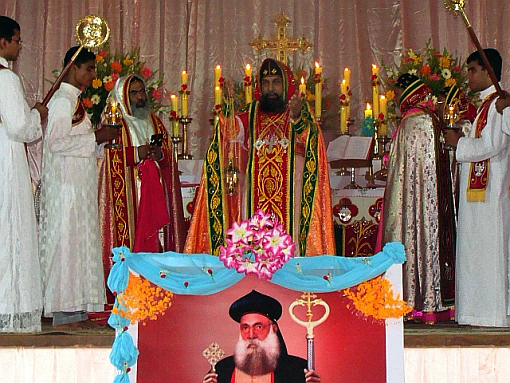
Східний католицький єпископ Сиро-Маланкарської католицької церкви, що святкує Курбоно Кадішо західносирійським обрядом

Теологічно всі окремі церкви можна розглядати як «церкви-побратими». Згідно з Другим Ватиканським Собором, ці східно-католицькі церкви, нарівні з більшою Латинською Церквою, мають "рівну гідність, так що жодна з них не перевершує інших за обрядом, і вони користуються однаковими правами і несуть однакові зобов'язання, також щодо проповідування Євангелія всьому світу (пор. Марк 16:15) під керівництвом Римського понтифіка "(п. 3)
Східно-католицькі церкви знаходяться в євхаристійному спілкувані з усією Католицькою церквою. Попри те, що вони приймають канонічну владу Святого Престолу Риму, вони зберігають свої відмінні літургійні обряди, закони, звичаї та традиційні богослужіння та мають свої теологічні акценти. Термінологія може бути різною: наприклад, дієцезія та єпархія, генеральний вікарій та протосинкел, конфірмація та хризма є відповідно західними та східними термінами для однакових реалій. Миропомазання та хрещення зазвичай здійснюються, згідно з давньою традицією церкви, одразу одне за іншим. Немовлят, які охрещені та хрещені, також отримують Євхаристію.
Східно-католицькі церкви представлені у Святому Престолі та Римській курії через Конгрегацію Східних Церков, яка «складається з кардинала префекта (який керує та представляє його за допомогою секретаря) та 27 кардиналів, одного архієпископа та 4 єпископи, призначені папою ad quinquennium (на п'ятирічний період). Членами за правом є Патріархи та Основні Архієпископи Східних Церков і Президент Папської ради сприяння єдності серед християн».
Усього близько 16 мільйонів членів, найбільша кількість східних католиків може бути в Східній Європі (Україна, Румунія, Словаччина), Східній Африці та на Близькому Сході (Єгипет, Ірак, Ліван, Сирія) та Індії.

### Бі-ритуальні церкви

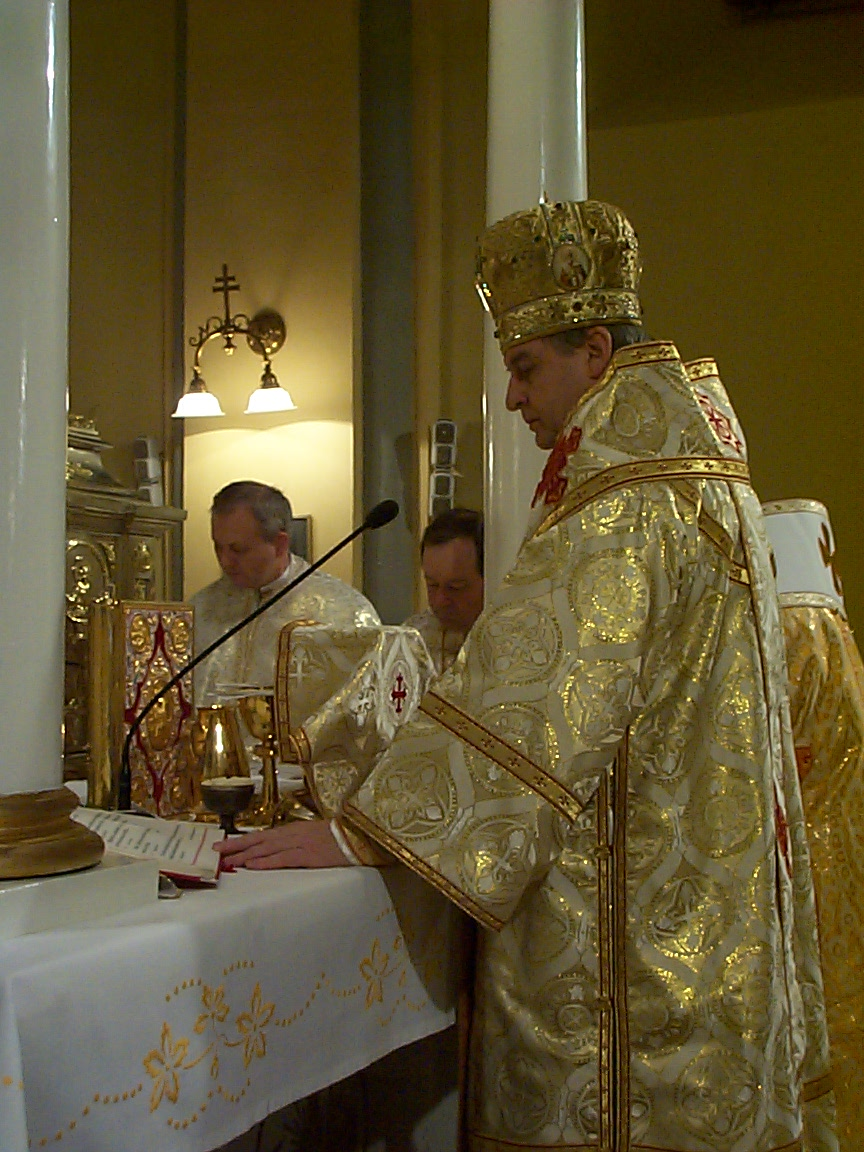
Єпископ, який відправляє Божественну Літургію в греко-католицькій церкві в Пряшеві на сході Словаччини. Інший єпископ стоїть праворуч від нього (видно білий омофор), а двоє одружених священників стоять збоку (перед камерою).

Хоча «священнослужителі та члени інститутів освяченого життя зобов'язані сумлінно дотримуватися власного обряду», священики час від часу отримують дозвіл відправляти літургію за обрядом, відмінним від власного обряду священика, що називається стипендією «бірітальних здібностей». Причиною такого дозволу зазвичай є служба католиків, які не мають священика за власним обрядом. Таким чином, священики Сиро-Малабарської церкви, які працюють місіонерами в районах Індії, в яких відсутня структура власної Церкви, уповноважені використовувати римський обряд у цих районах, а священики латинського обряду після належної підготовки отримують дозвіл використовувати східний обряд для служіння членам східно-католицької церкви, що мешкають у країні, в якій немає священників своєї власної Церкви. Папам дозволяється відправляти месу або божественну літургію будь-якого обряду, що свідчить про загальний характер католицької церкви. Іван Павло ІІ відслужив Божественну літургію в Україні під час свого понтифікату.
З справедливої причини та з дозволу місцевого єпископа священики різних автономних ритуальних Церков можуть співслужити; однак використовується обряд головного ювіляра, тоді як кожен священник носить одежу свого обряду. Для цього не потрібно ніякого посягання на бі-ритуальність.
Біритуальні факультети можуть стосуватися не лише духовенства, але й релігійних, дозволяючи їм стати членами інституту автономної Церкви, відмінного від їх власного.
Мирянам, як правило, рекомендується сприяти оцінюванню власного обряду, і їх запрошують дотримуватися цього обряду, якщо немає поважних причин, наприклад Католики латинського обряду, що живуть у виключно країні ефіопського обряду. Це не забороняє випадкову або навіть з поважної причини звичну участь у літургії іншої автономної Церкви, західної чи східної. Обов'язок допомагати в Євхаристії або, для членів деяких східних Церков, у Вечірні, виконується скрізь, де літургія відправляється в католицькому обряді.

### Клірична безшлюбність
Східні та західні християнські церкви мають різні традиції щодо духовної безшлюбності, і суперечки, що виникли внаслідок цього, зіграли певну роль у відносинах між двома групами в деяких західних країнах.
Загалом східно-католицькі церкви завжди дозволяли висвячувати одружених чоловіків як священників та дияконів. На землях Української греко-католицької церкви, найбільшої східно-католицької церкви, діти священників часто ставали священиками та одружувались у своїй соціальній групі, створюючи згуртовану спадкову касту.

Більшість східних церков розрізняють «монастирське» та «не чернече» духовенство. Монастирство не обов'язково живе в монастирях, але принаймні частину свого періоду навчання провів у такому контексті. Їхні чернечі обіти включають обітницю безшлюбної цнотливості.

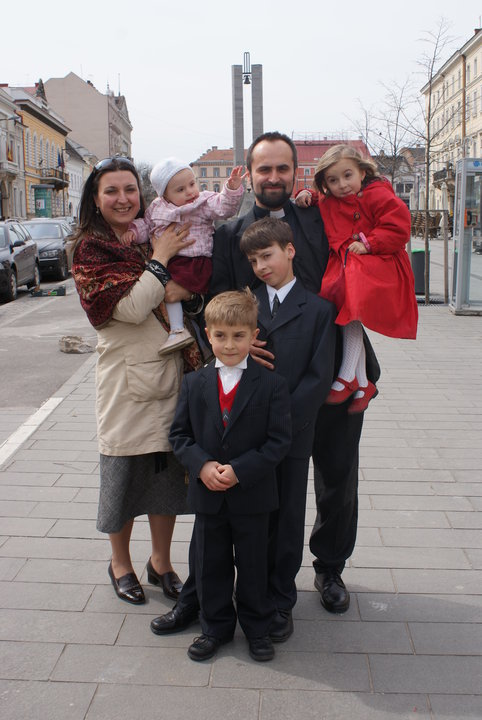
Румунський східно-католицький священик з Румунії з родиною

Зазвичай єпископи обираються з монастирського духовенства, і в більшості східних католицьких церков великий відсоток священників і дияконів також є безшлюбними, тоді як значна частина парафіяльних священників одружена, взявши собі дружину, коли вони були ще мирянами. Якщо хтось, хто готується до дияконату або священства, бажає одружитися, це повинно статися до висвячення.
На територіях, де переважають східні традиції, одружене духовенство не викликало суперечок, але викликало протидію на традиційно латинських церковних територіях, куди мігрували східні католики; це особливо стосувалося Сполучених Штатів. У відповідь на прохання латинських єпископів цих країн Конгрегація пропаганди віри виклала правила у листі 1890 року до Франсуа-Марі-Бенджаміна Річарда, архієпископу Парижа, який Конгрегація застосувала 1 травня 1897 року до Сполучених Штатів, заявляючи, що в США повинні бути дозволені лише безшлюбні або вдові священики, які приїжджають без своїх дітей.
Цей мандат безшлюбності для східно-католицьких священників у Сполучених Штатах був перероблений із особливим посиланням на католиків русинського обряду декретом від 1 березня 1929 р. Cum data fuerit, який був поновлений ще на десять років у 1939 р. Невдоволення багатьох католиків-русинів у Сполучених Штатах Держави породили Американську Карпато-Російську православну єпархію. Мандат, який застосовувався і в деяких інших країнах, був скасований указом від червня 2014 року.
Хоча більшість східних католицьких церков допускають одружених чоловіків до рукоположення в якості священників (хоча не дозволяючи священикам одружуватися після рукоположення), деякі з них прийняли обов'язковий духовний безшлюб, як у Латинській Церкві. До них належать католицька церква в Сиро-Маланкарі, що базується в Індії, Сиро-Малабарська католицька церква та Коптська католицька церква.
У 2014 році Папа Римський Франциск затвердив нові норми для одруженого духовенства у східно-католицьких церквах згідно з каноном 75 КСЕО § 758 § 3. Нові норми скасували попередні норми і тепер дозволяють тим східно-католицьким церквам із одруженим духовенством висвячувати одружених чоловіків на традиційно латинських територіях та надавати факультети на традиційно латинських територіях з одруженим східно-католицьким духовенством, раніше висвяченим в іншому місці. Ця остання зміна дозволить одруженим східно-католицьким священикам слідувати за своїми вірними в будь-яку країну, куди вони можуть іммігрувати, вирішуючи проблему, яка виникла під час відходу такої кількості християн із Східної Європи та Близького Сходу за останні десятиліття.

## Перелік східних католицьких церков

Країни, які мають штаб-квартиру східно-католицьких церков (червоний: візантійський обряд, зелений: олександрійський обряд, жовтий: інші)

|       | Назва                                      | Est.  | Обряд                    | Катедральний центр                                        | Статус                       | Юрисдикція | Єпископи | Чисельність |
| ----- | ------------------------------------------ | ----- | ------------------------ | --------------------------------------------------------- | ---------------------------- | ---------- | -------- | ----------- |
|       | Коптська католицька церква                 | 1741  | Александрійський обряд   | Собор Богоматері, Каїр, Єгипет                            | Патріархат                   | 8          | 13       | 187 320     |
|       | Еритрейська католицька церква              | 2015  | Александрійський обряд   | Собор Кідане Мехрет, Асмара, Еритрея                      | Митрополія                   | 4          | 4        | 167 722     |
|       | Етіопська католицька церква                | 1846  | Александрійський обряд   | Собор Різдва Пресвятої Богородиці, Аддіс-Абеба, Етіопія   | Митрополія                   | 4          | 4        | 70 832      |
|       | Вірменська католицька церква               | 1742  | Вірменський обряд        | Собор Святого Іллі та Святого Григорія, Бейрут, Ліван     | Патріархат                   | 18         | 16       | 150 000     |
|       | Албанська греко-католицька церква          | 1628  | Візантійський обряд      | Прособор Святої Марії та Сент-Луїса, Вльора, Албанія      | Апостольська адміністрація   | 1          | 2        | 1000−4028   |
|       | Білоруська греко-католицька церква         | 1596  | Візантійський обряд      | немає                                                     | немає                        | 0          | 0        | 4000−9000   |
|       | Болгарська греко-католицька церква         | 1861  | Візантійський обряд      | Успенський собор, Софія, Болгарія                         | Єпархія                      | 1          | 1        | 6000−10000  |
|       | Греко-католицька церква Хорватії та Сербії | 1611  | Візантійський обряд      | кілька                                                    | відсутність єдиної структури | 2          | 2        | 42 965      |
|       | Греко-візантійська католицька церква       | 1911  | Візантійський обряд      | кілька                                                    | відсутність єдиної структури | 2          | 2        | 500−6016    |
|       | Угорська греко-католицька церква           | 1912  | Візантійський обряд      | Собор Хайдудорога, Дебрецен, Угорщина                     | Митрополія                   | 3          | 4        | 262 484     |
|       | Італо-албанська католицька церква          | 1784  | Візантійський обряд      | кілька                                                    | відсутність єдиної структури | 3          | 2        | 60 162      |
|       | Македонська греко-католицька церква        | 2001  | Візантійський обряд      | Успенський собор, Струмиця, Північна Македонія            | Єпархія                      | 1          | 1        | 11 374      |
|       | Мелькітська греко-католицька церква        | 1726  | Візантійський обряд      | Успенський собор, Дамаск, Сирія                           | Патріархат                   | 29         | 35       | 1 568 239   |
|       | Румунська греко-католицька церква          | 1697  | Візантійський обряд      | Собор Святої Трійці, Блаж, Румунія                        | Верховне архієпископство     | 7          | 8        | 150 593     |
|       | Російська греко-католицька церква          | 1905  | Візантійський обряд      | немає                                                     | немає                        | 2          | 0        | 30 000      |
|       | Русинська греко-католицька церква          | 1646  | Візантійський обряд      | Собор Святого Іванана Хрестителя, Пітсбург, США           | Митрополія                   | 6          | 8        | 417 795     |
|       | Словацька греко-католицька церква          | 1646  | Візантійський обряд      | Собор Святого Івана Хрестителя, Пряшів, Словаччина        | Митрополія                   | 4          | 6        | 211 208     |
|       | Українська греко-католицька церква         | 1595  | Візантійський обряд      | Собор Воскресіння Христового, Київ, Україна               | Верховне архієпископство     | 35         | 50       | 4 471 688   |
|       | Халдейська католицька церква               | 1552  | Східно-сирійський обряд  | Собор Богоматері Скорботної, Багдад, Ірак                 | Патріархат                   | 23         | 23       | 628 405     |
|       | Сиро-малабарська церква                    | 1599  | Східно-сирійський обряд  | Собор Богоматері, Ернакулам, штат Керала, Індія           | Верховне архієпископство     | 35         | 63       | 4 251 399   |
|       | Маронітська церква                         | 4 ст. | Західно-сирійський обряд | Церква Бкерке, Бкерке, Ліван                              | Патріархат                   | 29         | 50       | 3 498 707   |
|       | Сирійська католицька церква                | 1781  | Західно-сирійський обряд | Сирійський католицький собор Святого Павла, Дамаск, Сирія | Патріархат                   | 16         | 20       | 195 765     |
|       | Сиро-Маланкарська католицька церква        | 1930  | Західно-сирійський обряд | Собор Святої Марії, Паттом, Керала, Індія                 | Верховне архієпископство     | 12         | 14       | 458 015     |
|       | Інші                                       |       | варіативно               | кілька                                                    | Ординаріат                   | 6          | 6        | 47 830      |
| Разом |                                            |       |                          |                                                           |                              | 250        | 320      | 17 836 000  |

### Членство

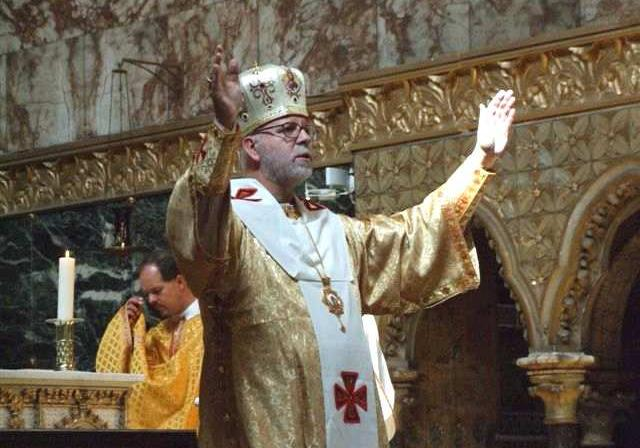
Український католицький єпископ Пол Хомницький у Лондоні, Велика Британія. Сьогодні члени східно-католицьких церков живуть у всьому світі завдяки еміграції зі своїх країн.

Східно-католицькі церкви складають невеликий відсоток членів католицької церкви порівняно з Латинською церквою, яка налічує понад 1,2 млрд. Статистика 2017 року, зібрана Католицькою асоціацією Близького Сходу (CNEWA), показує, що чотирма найбільшими східно-католицькими церквами є Українська греко-католицька церква з 4,5 мільйонами членів (приблизно 25 % всіх східних католиків), Сиро-Малабарська католицька церква — 4,3 мільйонів членів (24 %), Маронітська церква з 3,5 мільйонами членів (20 %) та Мелкітська греко-католицька церква з 1,6 мільйонами членів (9 %).

### Інші
Список показує, що окрема автономна церква може мати різні юрисдикції (місцеві конкретні церкви) у кількох країнах.
Русинська греко-католицька церква організована у винятковий спосіб завдяки складовій метрополії: Русинській католицькій митрополичій церкві Пітсбурга в штаті Пенсільванія, США. Останню також неофіційно називають Візантійською католицькою церквою в Америці. Канонічне право трактує це так, ніби воно мало ранг автономної (sui iuris) митрополичої певної церкви через обставини, пов'язані з встановленням її в 1969 році як церковної провінції. На той час умови на батьківщині русинів, відомій як Карпато-Русь, були такими, що греко-католицька церква була примусово придушена радянською владою. Коли комуністичне правління закінчилося, Мукачівська греко-католицька єпархія (заснована в 1771 р.) знову виникла. Станом на початок XXI століття, у ній налічується близько 320 000 прихильників, що перевищує кількість у Пітсбурзькій митрополії. Крім того, апостольський екзархат, створений в 1996 році для католиків візантійського обряду в Чехії, класифікується як ще одна частина Русинської греко-католицької церкви.
На вебсайті EWTN Русинський католицький апостольський екзархат у Чеській Республіці згадується у списку східних церков, серед яких усі інші є автономними окремими церквами. Це помилка, оскільки визнання в Католицькій Церкві автономного статусу певної церкви може бути надане лише Святим Престолом. Вона класифікує цю церкву як одну із складових місцевих церков автономної (sui iuris) Русинської греко-католицької церкви.

## Переслідування

### Східна Європа
У дослідженні Методіоса Стадника зазначається: "Грузинський візантійський католицький екзарх о. Шио Батманішвій та два грузинські католицькі священики Латинської церкви були страчені радянською владою в 1937 році після утримання в полоні в тюрмі Соловки та північні гулагі з 1923 року ". Крістофер Цуггер пише в «Забутих»: «До 1936 року Візантійська католицька церква Грузії мала дві громади, які обслуговували єпископ і чотири священики, з 8000 віруючих», і він визначає єпископа як Шио Батмалашвілі. Василь Овсієнко на вебсайті Української Гельсінської спілки з прав людини згадує, що «католицький адміністратор Грузії Шио Батмалашвілі» був одним із страчених як «антирадянських елементів» у 1937 році.
Цуггер називає Батмалашвілі єпископом; Стадник двозначний, називає його екзархом, але присвоює титул батька; Овсієнко просто називає його «католицьким адміністратором», не уточнюючи, єпископом чи священиком і чи відповідає він за латинську або візантійську юрисдикцію.
Якби Батмалашвілі був екзархом, а не натомість єпископом, пов'язаним з Тираспольською латинською єпархією, що мала своє місце у Саратові на Волзі, до якої належали грузинські католики навіть візантійського обряду, це означало б, що грузинська католицька церква візантійського обряду існував, навіть хоча б як місцева конкретна Церква. Однак, оскільки встановлення нової ієрархічної юрисдикції повинно бути опубліковане в Acta Apostolicae Sedis, і жодної згадки про встановлення такої юрисдикції для візантійських грузинських католиків у цьому офіційному віснику Святого Престолу не існує, твердження видається необґрунтованим.
У виданнях Аннуаріо Понтіфіціо за 1930-ті роки не згадується Батмалашвілі. Якщо справді він був єпископом, то, можливо, він був одним із тих, кого таємно висвятив для служіння Церкві в Радянському Союзі французький єзуїтський єпископ Мішель д'Ербіньї, який був президентом Папської комісії для Росії з 1925 по 1934 рік. За обставин того часу Святий Престол був би не в змозі створити новий візантійський екзархат у складі Радянського Союзу, оскільки греко-католики в Радянському Союзі були змушені приєднатися до Російської православної церкви.
Ім'я Батмалашвілі не належить до числа тих, кого назвали чотирма «підпільними» апостольськими адміністраторами (лише один з яких, як видається, був єпископом) для чотирьох розділів, на які була розділена Тираспольська єпархія після відставки в 1930 р. єпископ Йозеф Алоїс Кесслер. Це джерело передає отця Стефана Демурова апостольським адміністратором «Тбілісі і Грузії» і говорить, що він був страчений в 1938 році. Інші джерела пов'язують Демурова з Азербайджаном і говорять, що він, а не страчений, помер у Сибірському ГУЛАГу.
До 1994 року щорічне видання Сполучених Штатів «Католичний альманах» включало «грузинські» серед греко-католицьких церков. Поки він не був виправлений в 1995 році, він, як видається, робив помилку, подібну до тієї, що була зроблена на не менш неофіційному сайті EWTN про чеських греко-католиків.
У міжвоєнному періоді 20 століття серед православної церкви в Естонії серед етнічних естонців існував короткочасний греко-католицький рух, що складався з двох-трьох парафій, не піднятих до рівня місцевої церкви зі своїм головою. Ця група була ліквідована радянським режимом і зараз вимерла.

### Мусульманський світ
Мусульманські переслідування християн беруть початок із заснування ісламу і тривають донині. Мусульмани є основним джерелом переслідувань християн у всьому світі як в мусульманських, так і в немусульманських країнах. Серед країн, в яких християни зазнали гострої дискримінації, переслідувань і часто смерті, є: Сомалі, Сирія, Ірак, Афганістан, Саудівська Аравія, Мальдіви, Пакистан, Іран, Ємен, Палестинські території, Єгипет, Туреччина, Катар, Узбекистан, Йорданія, Оман, Кувейт, Казахстан, Таджикистан, Туркменістан, Киргизстан, Еритрея, Об'єднані Арабські Емірати та Косово.

### Сполучені Штати
Прихильники східних католицьких церков у Сполучених Штатах, більшість з яких були відносно новими іммігрантами зі Східної Європи, не зазнавали фізичної небезпеки чи переслідувань з боку державних органів влади, але стикалися з труднощами через ворожість з боку духовенства Латинської Церкви, яке домінувало в католицькій ієрархії в США, вважало їх чужими. Зокрема, імміграція священників східного обряду, які були одруженими, поширена в їх церквах, але надзвичайно рідко зустрічається в латинських церквах, була заборонена або суворо обмежена, деякі єпископи Латинської Церкви активно втручались у душпастирську роботу тих, хто прибув. Деякі єпископи прагнули заборонити всім нелатино-католицьким священикам взагалі їхати до Сполучених Штатів. Таким чином, доволі багато східних католицьких іммігрантів до Сполучених Штатів були або асимільовані до Латинської церкви, або приєдналися до Східної православної церкви. Один колишній східно-католицький священник Алексіс Тот добре відомий тим, що покинув католицизм після важкого досвіду з Джоном Ірландським, латинським єпископом Святого Павла, і приєднавшись до православної церкви, в якій він був канонізований як святий за те, що скерував близько 20 000 незадоволених колишніх східних католиків до православної церкви.

## Обряди
Візантійський обряд — один із східних літургійних обрядів. Використовується різними православними та східними католицькими церквами. Зазвичай, коли говорять про «православне богослужіння», мають на увазі саме візантійський обряд, хоча існують православні громади, що використовують іншу літургійну традицію; і навпаки — греко-католики проводять богослужіння за візантійським обрядом.
Вірменський обряд розвинувся в давнину у Вірменії після прийняття країною християнства. У своїх основних рисах обряд склався протягом IV і V ст. Первісною основою обряду були сирійські та грецькі традиції, однак вірменське богослужіння швидко набуло свою специфіку, чому сприяв перехід на національну мову, яка в V ст. отримала свою писемність, а також певний ізоляціонізм Вірменської церкви в перші століття свого існування. Церква має свій календар, святкування Різдва Христового і Хрещення в один день (свято Богоявлення 6 січня), Євхаристія на пісному хлібі та нерозбавленому водою вині. Вживання ікон у вірменських храмах обмежене.
Ефіопський обряд походить з Александрії. Він виник у процесі узгодження александрійської й антіохійської літургій, зазнавши згодом візантійського впливу.
Коптський обряд зародився в стародавній Александрійської церкві, що була в перші століття християнства переважно грецька за етнічним складом. Потім обряд поширився серед корінних мешканців Єгипту — коптів, в їх середовищі він зберігся до наших днів.
Західно-сирійський обряд (антіохійський обряд) — літургійна практика, прийнята в деяких Давньосхідних церквах. Зародився у рамках Антіохійської православної церкви, практикується також у Сирійській православній церкві, Сирійській католицькій церкві, Сиро-Маланкарській. У Сиро-Маланкарській католицькій церкві. Божественна літургія відбувається на великому квасному хлібі овальної форми. Літургія — на західному діалекті сирійської мови (який має власний специфічний алфавіт).
Східно-сирійський обряд — богослужбовий обряд, що зберігся в долхалкідонській Ассирійській церкві Сходу і в деяких відокремлених від неї Східних католицьких церквах (Халдейській, Сиро-Малабарській). Відрізняється численними особливостями в літургії, структурі таїнств, церковному календарі. У східно-сирійському обряді зберігся календар, в якому рік складається з 364 днів, тобто 52 повних тижнів. Для компенсації розбіжності з сонячним календарем раз на сім років до року додається додатковий тиждень. Завдяки тому, що в літургійному році містяться тільки повні тижні, більшість свят прив'язані до конкретного дня тижня. Зокрема, свята на честь найшанованіших святих припадають на п'ятницю.
Маронітський обряд — один зі східних літургійних обрядів, що використовується в богослужінні Маронітської католицької церкви. Разом з західно-сирійським обрядом належить до західно-сирійської групи антіохійської літургійної традиції Маронітський обряд входить до стародавньої богослужбової практики Антіохійської та Едесської церков. Історична мова богослужіння — сирійська. У даний час використовуються дві літургійні мови — арабська і сирійська. У період свого становлення зазнав сильного впливу єрусалимського богослужіння, а також східно-сирійського обряду. З 1215 р. для євхаристії використовується прісний хліб. З XVI ст. в маронітський обряд проникли деякі латинські риси. На даний час проводиться поступова реформа богослужіння, спрямована на очищення літургійного обряду від зайвих латинських запозичень.